# Глинищи (Тульская область)
Глинищи — село в Одоевском районе Тульской области России.
В рамках административно-территориального устройства относится к Окороковской сельской администрации Одоевского района, в рамках организации местного самоуправления включается в сельское поселение Северо-Одоевское.

## География
Расположено в холмистой местности на правом берегу маловодной реки Сухая Ватца в 11 км (по автодороге) к северу от Одоева. В 4 км проходит автодорога Суворов — Тула 70К304.

## Название
Название села произошло скорее всего от глинистой почвы в округе села.

## История
Крестьяне занимались (по описанию XIX в.) земледелием и ходили на заработки в Москву. Время образования церковного прихода села точно не известно. По народному преданию приход образовался на месте упразднённого монастыря. Но известно, что в конце XVIII столетия селение уже имело статус села. Время постройки каменного храма Успения Божией Матери с приделом Николая Чудотворца с колокольней неизвестно. В состав церковного прихода входили: само село; сельцо (ныне деревня) Высокое, сельцо Глинки (ныне не сущ.); ме́ньшая часть (5 дворов) деревни Дракина (бывшее село [до 1835 года] ныне не сущ.); хутор Мосин (ныне не сущ.), с общей численностью прихожан 581 человек, в том числе прихожан военного ведомства — 29 человек; купцов, мещан — 13 (по состоянию на 1857 год). В селе имелась, с 1890 года, церковно-приходская школа.
В 1859 году в селе насчитывалось 41 крестьянский двор; в 1915—105 дворов.

## Население
| Годы      | 1857  | 1859 | 1915 | 2010 |
| --------- | ----- | ---- | ---- | ---- |
| Население | 411 * | 434  | 710  | 12   |

*) крестьяне крепостные помещичьи

## Инфраструктура
Личное подсобное хозяйство.
Основа экономики — сельское хозяйство.

## Транспорт
Просёлочная дорога.